# Myrkgrav

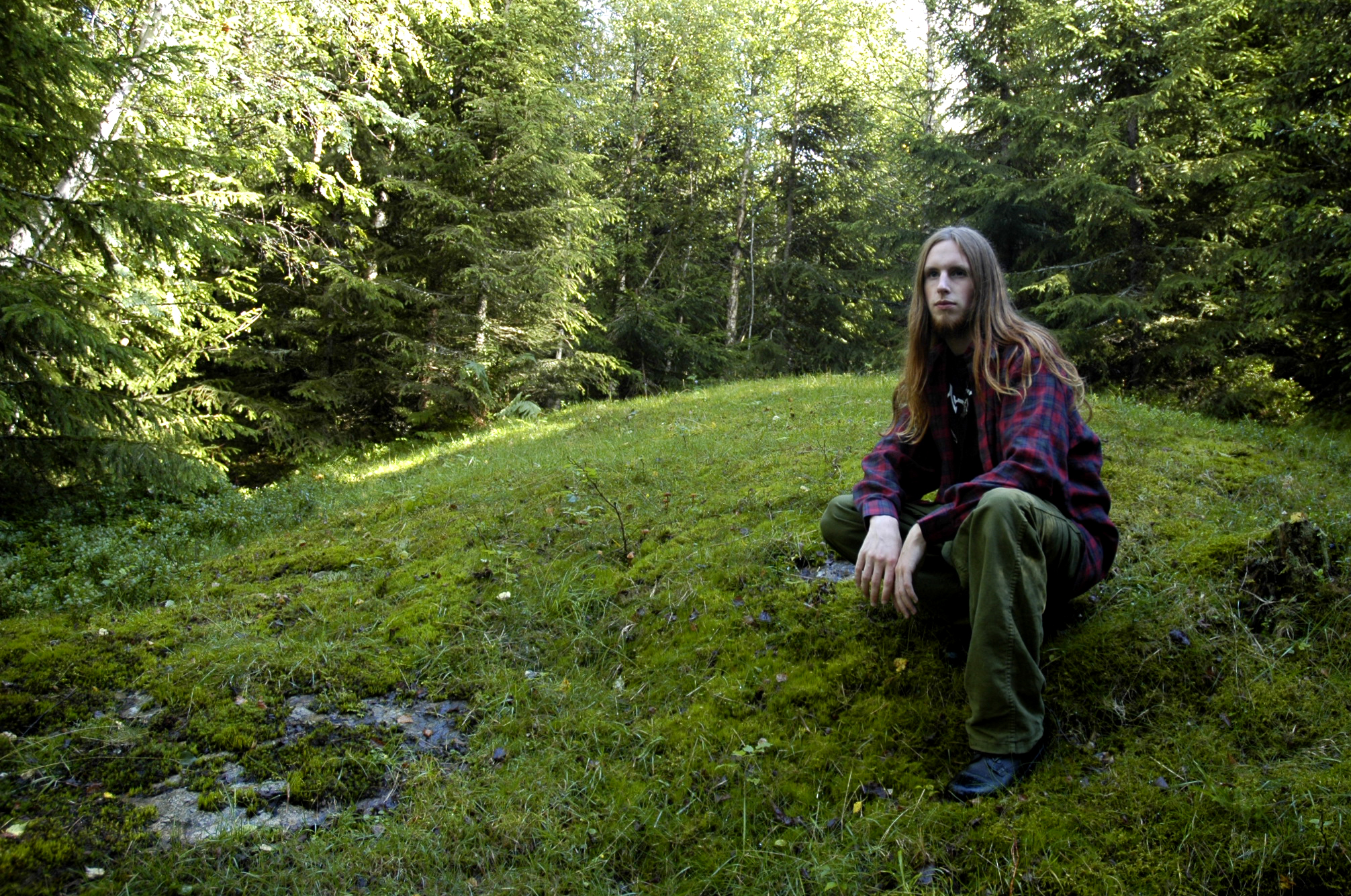
Lars Jensen 2007.

Myrkgrav är ett norskt black/folk metal-band. Bandet bildades av Lars Jensen i Åsa, Ringerike, i slutet av 2003. Den första officiella demon gavs ut 2004 under namnet Fra fjellheimen kaller.... Efter detta skrev Myrkgrav skivkontrakt med DGF Records. Debutalbumet, Trollskau, skrømt og kølabrenning, spelades in sommaren 2006 och gavs ut 27 oktober samma år. Texterna rör sig kring lokalhistoria, sägner och folklore från områdena Ringerike, Lommedalen, och Hole, från tiden omkring 1600-talet til slutet av 1800-talet. Sången framförs på Ringerike-dialekt. Bandet definierar sin egen genre som bydgemetal eller folk metal.
Albumdesignen på Trollskau, skrømt og kølabrenning är skapad av Robert Høyem på "At the Ends of the Earth Designs".

## Medlemmar
Senaste kända medlemmar
- Lars "Leiðólfr" Jensen – sång, hardingfela, flöjt, gitarr, keyboard, basgitarr (2003–2016)

Tidigare medlemmar
- Kenneth Mellum – trummor

Turnerande medlemmar
- Stine Ross Idsø – hardingfela (2008–2016)
- Olav Mjelva – hardingfela (2008–2016)
- Nordvang (Erlend Antonsen) – basgitarr (2009–2016)
- Sindre Nedland – sång (2006, 2009, 2016)

Bidragande musiker (studio)
- Aleksandra Rajković – keyboard
- Espen Hammer – basgitarr på Trollskau, skrømt og kølabrenning
- Benita Eriksdatter – sång på låten "Gygra og St. Olav"

## Diskografi
Demo
- Fra fjellheimen kaller... – 2004

Studioalbum

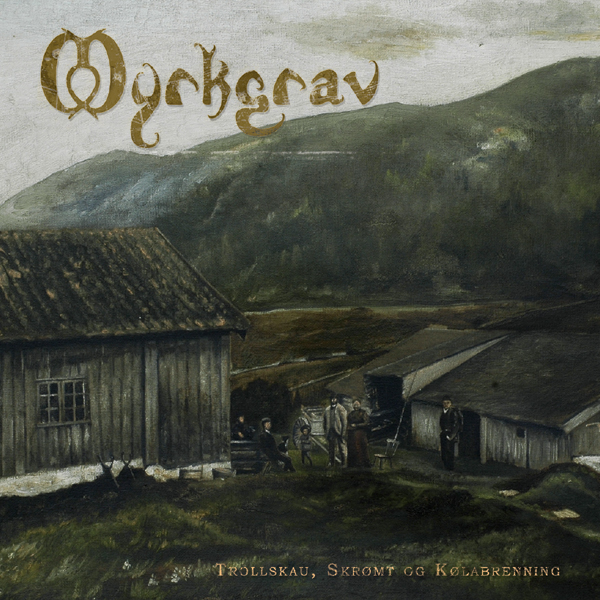
Albumet Trollskau, skrømt og kølabrenning

- Trollskau, skrømt og kølabrenning – 2006
- Takk og farvel; tida er blitt ei annen – 2016

EP
- Sjuguttmyra – 2013

Singlar
- "Fela etter'n far" – 2011
- "Vonde auer" – 2014

Samlingsalbum (div. artister)
- Metal Trax - Metallian N° 46 – 2007
- Might Is Right - Nordic Warchants Part 1 – 2007

Annat
- "Sjuguttmyra" / "Ferden Går Videre" – 2011 (delad 7" vinyl: Myrkgrav / Voluspaa)